# La visita de la anciana dama
La visita de la vieja dama es una tragicomedia en tres actos, escrita alrededor de 1955, por el pintor y escritor suizo Friedrich Dürrenmatt.
Fue estrenada en 1956, en Zúrich, por la famosa actriz alemana Therese Giehse, uno de los grandes papeles de la literatura teatral que sirvió de argumento a la ópera Der Besuch der alten Dame de Gottfried von Einem, estrenada en 1971 en la Wiener Staatsoper protagonizada por Christa Ludwig.
A lo largo de la obra, Dürrenmatt carga su pluma de ambigüedad, de cinismo y de una brutal ironía para dibujar (pues fue dibujante y pintor antes que novelista y dramaturgo) los retratos de los lastimosos europeos, en los rostros de los habitantes de Güllen, el pueblo indeterminado en Europa Central donde sitúa esta historia. Pero como el propio Dürrenmat dice, "esta historia ha sido escrita por alguien que en modo alguno se distancia de esos personajes y no está muy seguro de que no acabaría actuando como ellos"; y "La visita de la vieja dama es una obra perversa que por tanto no debe  ser interpretada con perversidad".

## Argumento
Esta obra teatral trata del regreso de la multimillonaria Clara Zachanassian a Güllen, el pueblo de su infancia, cuyos habitantes se han empobrecido y están endeudados, a diferencia de los pueblos del entorno que sí han progresado. Clara parece mostrarse generosa y ofrece mil millones a su pueblo natal para que solucione sus problemas, pero con una condición: la muerte de Alfred Ill, su antiguo novio, que la dejó embarazada y la abandonó, chantajeando a dos testigos para que lo apoyaran en su negación de paternidad. Alfred, el proprietario de la tienda del pueblo, verá cómo el poder del dinero y el deseo de venganza de Clara pueden encadenar notables cambios, incluso entre su gente  más allegada, su propia familia y los que hasta poco antes no se cansaban de elogiarlo.
Clara, que huyó como una madre soltera menospreciada y arruinada, regresa siendo una de las mujeres más ricas del mundo, que se relaciona con las personalidades más influyentes e importantes a nivel internacional.
En su trato con Alfred, desde su regreso, y a pesar de su propuesta, se muestra amable con él. No obstante, su sed de venganza es inquebrantable, como expresa por medio de sus propias palabras: «El mundo me convirtió en una puta y ahora yo convertiré el mundo en un burdel» («Die Welt machte mich zu einer Hure, nun mache ich sie zu einem Bordell», en su versión original).

## Recursos dramáticos
La abundancia de elementos escénicos en esta representación  hace que el espectador sea consciente en todo momento de que se encuentra ante una representación, de modo de no involucrarse con ella, al modo del teatro épico de Bertolt Brecht, sino que tenga una actitud de espectador consciente de serlo.
Es una partitura orquestal, donde cada solista tiene su tiempo para revelar, de diferentes modos, el lado oscuro de la humanidad.  Dürrenmatt muestra una sociedad que proclama la justicia, sin analizar su verdadero alcance y significado, como si se tratara solo de la aplicación de reglas, sin poner en duda su legitimidad. 
La ciudad es presentada a través de sus líderes, los guardianes de la justicia en sus diversos roles: el alcalde (poder político), el maestro (conocimiento), el jefe de policía (orden), el pastor (espiritualidad) , el médico (bienestar).

## Adaptaciones cinematográficas
- 1959 con Elisabeth Flickenschildt (Clara).
- 1964 La visita del rencor, con Ingrid Bergman (Clara).
- 1971 con Mary Marquet (Clara).
- 1982 con María Schell (Clara).
- 1989 con Ekaterina Vasilieva (Clara).
- 1992 por Djibril Diop Mambéty, cineasta senegalés, con el título de Hienas.
- 1996 con Line Renaud (Clara).
- 1996 La dama regresa, con Isabel Sarli (Clara).

## Producciones en español
En España, la obra se estrenó, con traducción de Fernando Díaz-Plaja, en el Teatro Español de Madrid el 3 de octubre de 1959, con dirección de José Tamayo y protagonizada por Irene López Heredia, Luis Prendes, Carlos Ballesteros, Gemma Cuervo, José Segura y José Bruguera.
Hubo también una adaptación para Televisión española, emitida el 10 de mayo de 1974 en el espacio Noche de teatro, dirigida por José Luis Alonso y con actuación de Irene Gutiérrez Caba, María Isbert, Antonio Ferrandis, Javier Loyola, José María Pou y Luis García Ortega.
La obra se repuso en el 2000 en el Centro Dramático Nacional, con dirección de Juan Carlos Pérez de la Fuente e interpretación de María Jesús Valdés, Juan José Otegui, Héctor Colomé,  Victoria Rodríguez, Pepe Viyuela y Esperanza Campuzano.
En Argentina, se estrenó en 1960 en el Teatro Astral de Buenos Aires protagonizada por Mecha Ortiz y Arturo García Buhr. En 1976 fue protagonizada por Irma Córdoba en el Teatro General San Martín.
En Chile fue protagonizada por la actriz y Premio Nacional Bélgica Castro, en una versión que se estrenó en 1998 en el Teatro de la Universidad Católica de Chile.
En Uruguay en 2014, la Comedia Nacional presenta la obra con el nombre "La visita", bajo la dirección del  actor y director argentino Sergio Renán junto a la dramaturga uruguaya Angie Oña, dando toques de criollismo al texto.  Esta misma compañía había presentado una versión anterior con dirección de Dumas Lerena y Maruja Santullo en el rol protagónico.